# H.N. Werkmanprijs

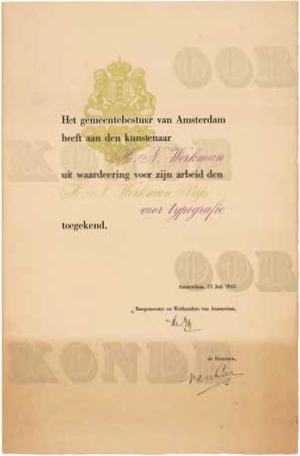
Oorkonde d.d. 21 juli 1945, eerste "H. N. Werkman Prijs voor typografie"

De H.N. Werkmanprijs voor typografie was tussen 1945 en 2002 een prijs voor grafisch ontwerpen, ingesteld door de gemeente Amsterdam en genoemd naar de Groningse drukker-kunstenaar Hendrik Werkman. Verbonden aan de prijs was een geldbedrag. Werkman ontving zelf de eerste Werkmanprijs, voor zijn bijdragen aan de De Blauwe Schuit-uitgave Turkenkalender 1942 (1941).
De Werkmanprijs werd tot 1961 eens per twee jaar uitgereikt, later eens per jaar, zij het met enkele onderbrekingen. De aanvankelijke afzonderlijke prijs voor bibliofiele uitgaven is slechts eenmaal toegekend. In de beginjaren was er soms een eervolle vermelding.
Met ingang van 1972 werd de Werkmanprijs toegekend door het dat jaar opgerichte Amsterdams Fonds voor de Kunst. Per 2003 is de Werkmanprijs afgeschaft en opgenomen in de nieuwe Amsterdamprijs voor de Kunst.

## Winnaars
- 1945: Hendrik Werkman, 125 gulden voor Turkenkalender 1942
- 1947: Otto Treumann, voor de typografische verzorging van het tijdschrift Rayon Reveu van de Nederlandse Kunstzijde Fabrieken
- 1949: Dick Elffers, voor de typografische verzorging van het boek Amsterdam in de vier jaargetijden
- 1951: Huib van Krimpen en Dick Dooijes, beide 200 gulden voor best verzorgde boek resp. bibliofiele uitgave
- 1953: Helmut Salden, voor de typografische verzorging van het Verzamelde Werk van Paul van Ostayen
- 1955: Jurriaan Schrofer, voor zijn bij drukkerij Meijer te Wormerveer in gebruik zijnde letterproeven
- 1957: Wim Crouwel en Willem Sandberg voor museumcatalogi, Alexander Verberne en Ton Raateland voor het tijdschrift Range
- 1959: Han de Vries en Jan Vermeulen, 500 gulden voor resp. boek Drama & toneel. Van Shaw tot Brecht en handelsdrukwerk Letterproef
- 1961: Jurriaan Schrofer, 1500 gulden voor boek Space for living. Landscape architecture and the allied arts and professions
- 1962: Gerard Wernars, voor zijn gehele oeuvre
- 1963: Alexander Verberne, voor verzorging van het boek Kopij en druk in de Nederlanden. Atlas bij de geschiedenis der Nederlandse typografie
- 1964: Mart Kempers, voor zijn gehele oeuvre
- 1965: Jan van Toorn, voor zijn gehele oeuvre
- 1966: Nicolaas Wijnberg, voor zijn gehele oeuvre

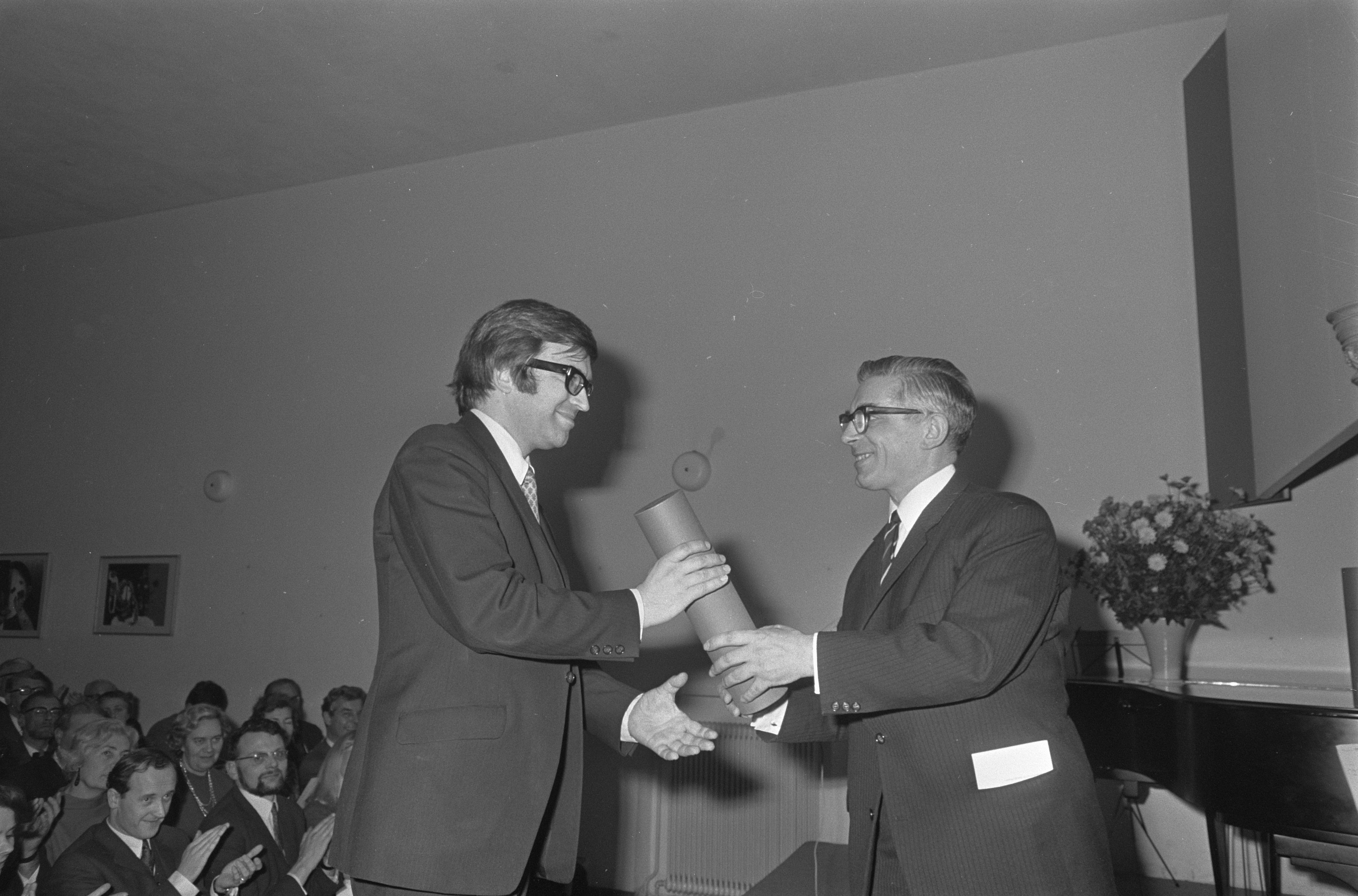
Will van Sambeek ontvangt van wethouder Wim Polak de H.N. Werkmanprijs 1967

- 1967: Will van Sambeek, voor zijn gehele oeuvre
- 1968: Jan Bons, 3000 gulden
- 1969: Piet Zwart, oeuvre
- 1972: Jan van Toorn, oeuvre
- 1977: Harry Sierman, boek Vier eeuwen Herengracht
- 1978: Gielijn Escher, oeuvre
- 1979: Jaap Drupsteen, grafisch werk bij de televisie
- 1980: Abe Kuipers, oeuvre
- 1981: Walter Nikkels, oeuvre
- 1982: Kees Endenburg, Cultureel Supplement van NRC-Handelsblad
- 1983: Gert Dumbar, oeuvre
- 1984: Gerard Unger, oeuvre
- 1985: Gerd Arntz, oeuvre
- 1986: Ootje Oxenaar, negen bankbiljetten
- 1987: Anthon Beeke, oeuvre
- 1988: Opland (Rob Wout), oeuvre
- 1989: Hard Werken, boekomslagen en postzegels
- 1990: Swip Stolk, drukwerk voor het Groninger Museum
- 1991: Bram de Does, de letter Trinité
- 1992: Kees Nieuwenhuijzen, 25 jaar vormgeving Raster
- 1993: Karel Martens, zeven afleveringen van het tijdschrift Oase
- 1994: Ralph Prins, affiches voor Amnesty International
- 1995: Dick Bruna, Zwarte Beertjes-affiches
- 1996: Max Kisman, leaders, bumpers en stationcall voor de VPRO-televisie
- 1997: Piet Schreuders, de herziene en aangevulde uitgave van Lay In - Lay Out
- 1998: Rob Schröder, het programma De snelheid, een uitzending van het cultuurprogramma van de VPRO Laat op de avond na een korte wandeling.
- 1999: Marten Jongema, de affiches voor de Boulevard of Broken Dreams en de Parade
- 2000: Mieke Gerritzen, de leaders van Net 3
- 2001: Ruud van Empel, fotoseries, posters en interieurinrichting
- 2002: Lex Reitsma, 10 Jaar affiches voor de Nederlandse Opera en ander werk